# Apoplexie hypophysaire
 Mise en garde médicale
L'apoplexie hypophysaire, ou l'apoplexie pituitaire, est un dysfonctionnement de l'hypophyse (la glande pituitaire) entraînant divers symptômes ,.

## Épidémiologie
L'apoplexie hypophysaire est rare : elle touche environ 0,4 % de la population . Chez les personnes ayant des tumeurs hypophysaires, jusqu'à 10 % sont touchées . Le premier cas a été documenté en 1898 par Pearce Bailey . Son nom actuel est entré en usage en 1950 .

## Causes
Elle survient généralement en présence d'une tumeur de l'hypophyse , bien que la plupart des personnes n'en aient pas conscience avant . Les facteurs de risque sont l'hypertension artérielle, les suites d'une opération, la grossesse, les anticoagulants, les traumatismes crâniens et la dengue . Le mécanisme sous-jacent peut parfois entrainer une hémorragie ou un apport insuffisant du sang à l’hypophyse .

## Manifestations
Les premiers symptômes sont des céphalées, des nausées et des troubles visuels . Les problèmes de la vision peuvent entrainer une vision double, une perte du champ visuel ou une diminution de la vision. Le début est généralement soudain . Les complications peuvent inclure une insuffisance hypophysaire, une insuffisance surrénalienne ou un coma ,.

## Diagnostic
Le diagnostic est suspecté sur la base des symptômes et confirmé par l'IRM . Une ponction lombaire peut détecter du sang dans le liquide céphalo-rachidien .

## Traitement
Le traitement initial implique généralement une solution saline intraveineuse normale associée à 100 mg d'hydrocortisone . Une décompression chirurgicale est recommandée dans les 7 jours chez les personnes présentant des problèmes de vision ou une diminution du niveau de conscience . Environ 80 % des personnes souffrent d'hypopituitarisme à long terme et nécessitent un remplacement hormonal constante .